# Kościół św. Wawrzyńca w Radziszowie
Kościół w Radziszowie – kościół znajdujący się w Radziszowie, w gminie Skawina, w powiecie krakowskim.
Zabytkowy orientowany, murowany, otynkowany kościół par. pw. św. Wawrzyńca z XV w. wraz z ogrodzeniem, został wpisany do rejestru zabytków nieruchomych województwa małopolskiego.

## Historia
Parafia erygowana przed 1325. Obecny kościół par. pw. św. Wawrzyńca murowany, wybudowany w XV w na fundamentach poprzedniego. Podczas pożaru 25 IV 1844 spłonęła część wyposażenia oraz zawaliło się sklepienie.
Kościół do 1847 został odnowiony i wyposażony głównie dzięki hrabinie Helenie Dzieduszyckiej. Konsekracji po pożarze dokonał 1 VII 1857 bp Józef Alojzy Pukalski. Kościół otoczony zabytkowym murem.

## Architektura
Kościół jednonawowy, orientowany, z niską wieżą, prezbiterium zamknięte wielobocznie, dach dwuspadowy kryty blachą miedzianą. Po stronie północnej zakrystia, po południowej kruchta z kamiennym portalem i drzwiami obitymi blachą. Pod kościołem krypta do której wejście zamurowano prawdopodobnie po powodzi w 1934. Z 1927 pochodzą polichromie autorstwa Franciszka Przebindowskiego. Dekoracje wewnątrz kościoła wykonał w latach 1947–1953 konserwator i złotnik Adam Witkowski. Aktualna aranżacja uwzględniająca poprzednie elementy wystroju jest dziełem zespołu artystów: Marii Augustyńskiej, Jakuba Gujdy i Haliny Wasyl, pracujących pod kierunkiem Krystyny Sokół-Gujdy.

## Wystrój
Ołtarze drewniane, polichromowane, złocone i srebrzone:
- ołtarz główny z XVIII w., częściowo uzupełniony w XIX w. a w nim: rzeźba Ukrzyżowanego w szerokiej, ornamentalnej ażurowej ramie, na zasuwie obrazy: „Św. Wawrzyniec” z 1769 oraz „Św. Józef” z 1947, po bokach pomiędzy parami korynckich kolumn, figury świętych biskupów: Wojciecha i Stanisława, w zwieńczeniu tronujące posągi Boga Ojca oraz Chrystusa, autor Walenty Wisz;
- ołtarze boczne, cynobrowe, bogato rzeźbione;
  - prawy z 1. ćw. XVII w a w nim: obraz „Św. Katarzyna Aleksandryjska” z 1762 w zasuwach obrazy „Św. Antoni Padewski” z 1846, autor Wawrzyniec Klimas z Radziszowa oraz „Św. Franciszek z ciałem Ukrzyżowanego” z XVIII w.(?)[6], w zwieńczeniu malowany na desce obraz „Św. Kinga” z XVIII w.;
  - lewy jest kopią prawego ołtarza wykonaną w XIX w.: we wnęce rzeźba Matki Bożej Różańcowej z 1912, dłuta Wit Wisz, na zasuwie obrazy: „Św. Anna Samotrzeć” z 1862, „Jezus Miłosierny” z 1950, autor Adolf Hyła, w zwieńczeniu obraz „Św. Jacek” z 1930, autor Adolf Kłosowski z Wadowic;
  - boczny (przy ścianie północnej) późnobarokowy z I połowy XVIII w. z obrazami: „Matka Boża z dzieciątkiem” z XIX w.(?)[7]; „Najświętsze Serce Pana Jezusa” z 1904 autor Jozef Hlavka z Pragi oraz „Św. Stanisław Kostka” z 1950. W zwieńczeniu ołtarza barokowy obraz „Ecce Homo” z XIX w.;
- na ścianach: wizerunki czterech ewangelistów (Marka, Mateusza, Jana, Łukasza) oraz ich atrybuty: lew, anioł[b], orzeł i wół, polichromia ze sceną „Michał Archanioł walczący ze smokiem”, „Spotkanie Chrystusa z Matką Bożą”, „Matka Boża z Dzieciątkiem ukazuje się ludowi polskiemu” oraz „Osiem błogosławieństw”.

Faseta przyozdobiona motywem sztywnych liści akantu, pod fasetą fryz ułożony z wici roślinnych przerywany (po lewej) symbolami hostii, oka opatrzności, męki pańskiej oraz baranka, kotwicy i lilii z rybami (po prawej).

## Wyposażenie
- drewniana ambona z rzeźbami apostołów, przeniesiona z nawy głównej do prezbiterium;
- kamienna chrzcielnica z XVII w.;
- rzeźbiona w drewnie ława kolatorska z 1885;
- późnobarokowe konfesjonały z 1781;
- dzwon na wieży z 1845[8];
- w 1941 okupant niemiecki zrabował dwa obrazy: „Św. Stanisław” i „Św. Józef”, oba z 1925[8].